# Krchlebský potok
Krchlebský potok je levostranný přítok řeky Klejnárky v okrese Kutná Hora ve Středočeském kraji. Délka jeho toku činí 4,0 km.

## Průběh toku
Krchlebský potok pramení severozápadně od Dobrovítova v nadmořské výšce okolo 470 m. Po celé své délce teče převážně severovýchodním směrem. Na horním toku mezi čtvrtým a třetím říčním kilometrem se potok vine při okraji lesa, který se rozprostírá mezi Dobrovítovem a Damírovem. Poté si v délce více než jeden kilometr razí cestu lesem ke Krchlebské Lhotě, nad níž les opouští a dále pokračuje již jen otevřenou krajinou mezi loukami a poli. Nejbližší okolí a břehy potoka jsou hustě zarostlé. V Krchlebské Lhotě potok napájí malý místní rybník. Po dalším více než kilometru se vlévá při severním okraji Zbýšova do Klejnárky, pod hrází Pilského rybníka, na jejím 33,4 říčním kilometru. Klejnárka je v okolí Zbýšova známá spíše jako Jánský potok, nebo též Janský potok.